# Ambelau
La Isla de Ambelau (en indonesio: Pulau Ambelau) Es una isla volcánica en el mar de Banda en las Islas Molucas, parte de Indonesia. La isla forma una unidad administrativa (indonesio: Kechamatan Ambelau) que pertenece a la Regencia de Buru del Sur (indonesio: kabupaten Buru Selatan) de la provincia de Molucas (Indonesio: Provinsi Maluku). El centro administrativo es Wailua, un asentamiento ubicado en el sur de la isla. Alrededor de la mitad de la población de la isla se compone de indígenas que hablan el idioma Ambelau y la otra mitad son en su mayoría inmigrantes procedentes de las cercanas Islas Molucas y Java.